# 约翰尼·阿拉亚·蒙赫

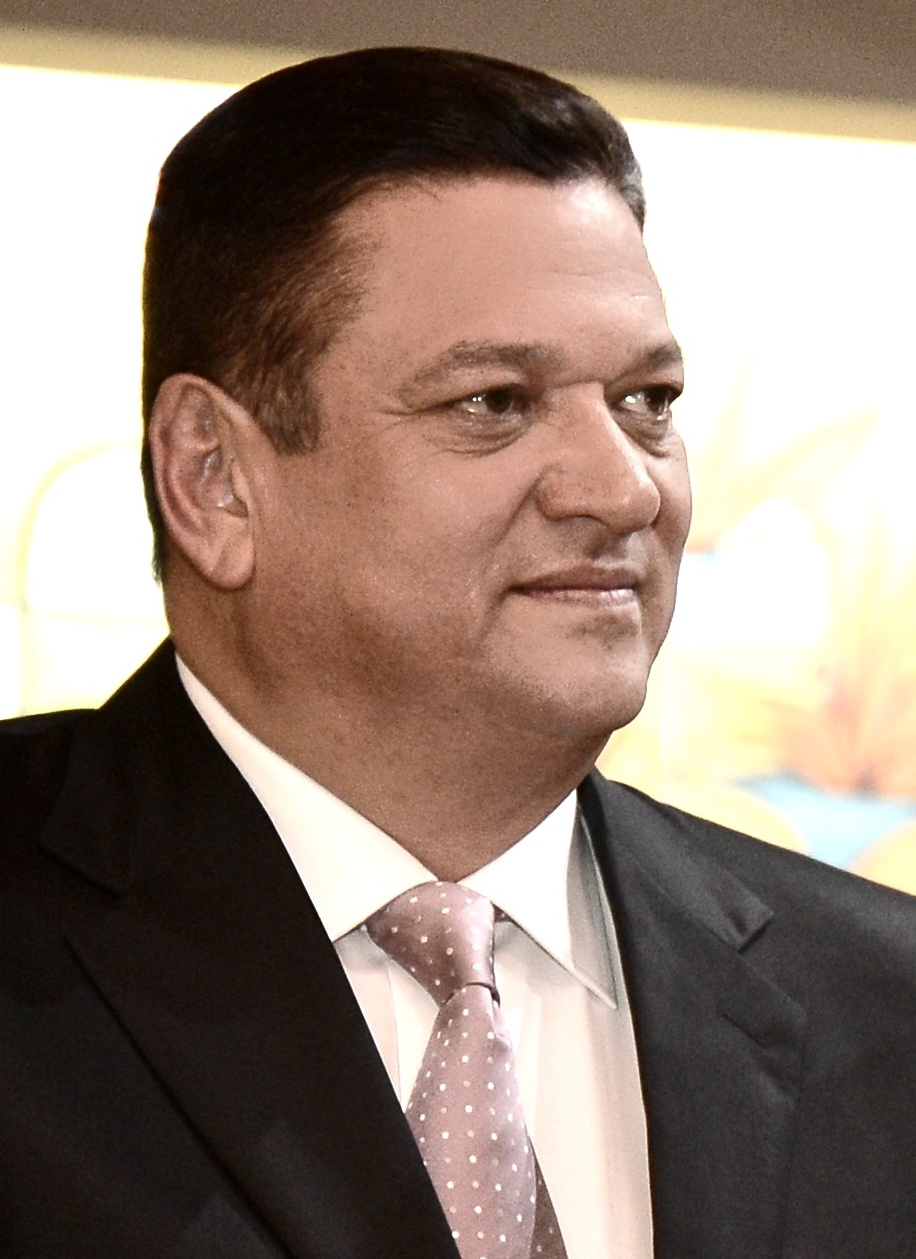
约翰尼·阿拉亚·蒙赫

约翰尼·弗朗西斯科·阿拉亚·蒙赫（西班牙語：Johnny Francisco Araya Monge；1957年4月29日—）是哥斯达黎加的一个政治人物。他曾于1998年—2013年以及2016年—2024年两次担任哥斯达黎加首都圣何塞的市长。他还曾于2010年—2013年担任“联合城市和地方政府”组织共同主席。他是民族解放党成员，并曾在2014年哥斯达黎加大选中代表该党参选总统。他是前哥斯达黎加总统路易斯·阿尔韦托·蒙赫的外甥。